# Mouvement pour la dignité et la citoyenneté
Le Mouvement pour la dignité et la citoyenneté (en espagnol : Movimiento por la Dignidad y la Ciudadanía) (MDyC) est un parti politique de Ceuta créé en 2014 par Fatima Hamed Hossain qui quitte en 2014 la Coalition Caballas.